# إسماعيل أحمد
إسماعيل أحمد (ولد في الرباط سنة 1933- توفي في 1 أبريل 1997)، واسمه الحقيقي الحسين الخطابي، موسيقي وعازف على الكمان ومغن مغربي. يعتبر من جيل رواد الأغنية المغربية العصرية في ستينيات وسبعينيات القرن العشرين. له عدة أغان دينية، وطنية أو عاطفية نجحت لدى الجمهورين المغربي والعربي مثل «يا محمد صاحب الشفاعة» و«العود والناي».

## حياته

### البدايات
الفنان إسماعيل أحمد من مواليد مدينة الرباط سنة 1933، وهو ابن حي باب لعلو بالعاصمة. توقف مساره الدراسي في المستوى الابتدائي وتوفي والده عندما كان في سن مبكرة.
عند بلوغة الرابعة عشرة من عمره التحق بمعهد الاتحاد الرباطي الموسيقي الذي كان يشرف عليه آنذاك الموسيقي عبد القادر الراشدي. بعد ذلك التحق بمعهد المامونية للموسيقى بالرباط حيث أصبح عضوا عازفا في فرقة المعهد، على آلة الكمان. كان أستاذه في معهد المامونية لآلة الكمان ألمانيا يدعى «زيتريف».
في 1952 انضم إلى جوق راديو ماروك لسنة واحدة قبل أن ينضم إلى الجوق العصري للإذاعة الوطنية سنة 1953 كعازف على آلة الكمان.

### الهجرة إلى المشرق
هاجر إلى المشرق سنة 1954 في إطار بعثة فنية رسمية بهدف التكوين والدراسة. استفاد من تكوين في أكاديمية القاهرة للموسيقى توجه بحصوله على شهادة بتقدير جيد.
تحول بعد ذلك لسوريا واشتغل عازفا على الكمان في جوق الإذاعة السورية وكان من بين العازفين الذي اشتغلو مع أم كلثوم، إلى جانب الموسيقي أحمد الحفناوي.
كان لرحلته المشرقية أثر مهم في تشجيعه على ولوج مجال الغناء وكانت أولى القطع التي أداها بصوته، وكانت من تلحينه أيضا، أغنية «تحية رجوع الملك» التي لحنت وسجلت في إذاعة دمشق وأذيعت في المغرب احتفالا بعودة محمد الخامس إلى المنفى واستقلال المغرب.

### العودة إلى المغرب
بعد عودته إلى المغرب اشتغل كعازف على الكمان في الجوق العصري لأحمد البيضاوي، كما استمر إسماعيل أحمد في أداء وتقليد أغاني ذات طابع مشرقي قبل أن يتحول إلى الأسلوب الموسيقي العصري المغربي، بفضل توجيه عبد القادر الراشدي. هذا الأخير كان له دور حاسم في اختيار الألحان المناسبة لاسماعيل الذي استطاع في سنوات قليلة إبداع أسلوبه الغنائي الخاص ويؤسس لمدرسة غنائية مرجعية بالنسبة للأجيال اللاحقة من المغنيين المغاربة.

### وفاته
توفي إسماعيل أحمد في فاتح أبريل 1997 بسبب تداعيات مرض في الكلي.

## أعماله
في ما يلي قائمة بأهم أعماله الغنائية:
- آش داني لاش مشيت (المعروفة باسم «خفة الرجل»)
- محمد صاحب الشفاعة والنور الهادي (المعروفة أيضا باسم «المثل العالي») - كلمات: أحمد الطيب لعلج - ألحان: عبد القادر الراشدي.[4]
- العود والناي
- يا مراكش يا وريدة
- كان عيونو كان
- حبيبي لما عاد
- فين غرامك
- ناديني يا ملكي
- بين الضلوع

## وصلات خارجية
إسماعيل أحمد، رائد الأغنية الكلاسيكية المغربية